# Česká fotbalová liga
Die Česká fotbalová liga, kurz ČFL, ist die dritthöchste Spielklasse im tschechischen Fußball und gemeinsam mit der Moravskoslezská fotbalová liga (MSFL) die höchste Amateurliga. Die Einteilung der Mannschaften erfolgt nach geografischen Aspekten. In der ČFL spielen Klubs aus Böhmen, während in der MSFL Mannschaften aus Mähren und Schlesien aktiv sind.
Die ČFL wird vom tschechischen Fußballverband ČMFS ausgetragen. Von 1993/94 bis 2018/19 nahmen 18 Mannschaften teil. Seit der Saison 2019/20 wird in zwei Gruppen zu je 16 Mannschaften gespielt. In jeweils 15 Hinrunden- und 15 Rückrundenspieltagen werden so insgesamt 240 Spiele ausgetragen. Meister ist die Mannschaft mit den meisten Punkten, wobei es für einen Sieg drei und für ein Remis einen Punkt gibt.
Die Saison dauert in der Regel von Anfang August bis Mitte Juni des Folgejahres mit einer Winterpause von Mitte November bis Mitte März.
Der Meister steigt in die 2. Liga auf. Die beiden letztplatzierten Mannschaften steigen in die vierthöchste Spielklasse Divize ab. Falls aus der 2. Liga mehr als eine Mannschaft aus Böhmen absteigt, gibt es drei Absteiger. Aus der Divize A, Divize B und Divize C steigt jeweils der Meister in die ČFL auf.

## Medien
Über die ČFL berichten unter anderem die Tageszeitung Deník Sport und das Wochenmagazin Gól.

## Zuschauerzahlen
Die Zuschauerzahlen bewegen sich im mittleren dreistelligen Bereich. Bei Topspielen können die Zahlen im vierstelligen Bereich liegen. Spiele der B-Mannschaften verfolgen im Schnitt weniger als 100 Interessierte.

## Vereine in der Saison 2024/25
| 000Gruppe A - FK Příbram B ▼ - Admira Prag - Bohemians Prag 1905 B - Dynamo Budweis B - FK Dukla Prag B - TJ Jiskra Domažlice - FK Loko Vltavín - Motorlet Prag - SK Petřín Plzeň - FC Písek - Povltavská FA - FK Robstav Přeštice - Sokol Hostouň - TJ Slovan Velvary - Viktoria Pilsen B - FC Táborsko Akademie - FC Chomutov ▲ | 000Gruppe B - FK Arsenal Česká Lípa - FK Baník Most-Souš - SK Benátky nad Jizerou - FK Chlumec nad Cidlinou - FC Hradec Králové B - FK Jablonec B - FK Teplice B - FK Mladá Boleslav B - FK Pardubice B - SK Sokol Brozany - Sokol Živanice - Slovan Liberec B - FK Sparta Kolín - FK VIAGEM Ústí - TJ Jiskra Ústí nad Orlicí - SK Zápy - SK Kladno ▲ |

## Meister
| Saison  | Meister                      |
| ------- | ---------------------------- |
| 1993/94 | FK Armaturka Ústí n.L.       |
| 1994/95 | SK Chrudim                   |
| 1995/96 | AFK Atlantic Lázně Bohdaneč  |
| 1996/97 | SK Slavia Prag B             |
| 1997/98 | FK Mladá Boleslav            |
| 1998/99 | Spolana Neratovice           |
| 1999/00 | FC Chomutov                  |
| 2000/01 | FK Mogul Kolín               |
| 2001/02 | AC Sparta Prag B             |
| 2002/03 | Tatran Prachatice            |
| 2003/04 | MFK Ústí nad Labem           |
| 2004/05 | SC Xaverov Horní Počernice   |
| 2005/06 | FC Zenit Čáslav              |
| 2006/07 | FK Bohemians Prag            |
| 2007/08 | AC Sparta Prag B             |
| 2008/09 | FC Graffin Vlašim            |
| 2009/10 | FK Spartak MAS Sezimovo Ústí |
| 2010/11 | FK Bohemians Prag            |
| 2011/12 | MFK Chrudim                  |
| 2012/13 | Loko Vltavín                 |
| 2013/14 | FK Kolín                     |
| 2014/15 | FK Bohemians Prag            |
| 2015/16 | SK Viktorie Jirny            |
| 2016/17 | SK Viktorie Jirny            |
| 2017/18 | MFK Chrudim                  |
| 2018/19 | FK Slavoj Vyšehrad           |
| 2019/20 | abgebrochen                  |
| 2020/21 | –                            |
| 2021/22 | Slavia Prag B                |
| 2022/23 | FK Viktoria Žižkov           |
| 2023/24 | Slavia Prag B                |